# Ogród botaniczny w Brynku

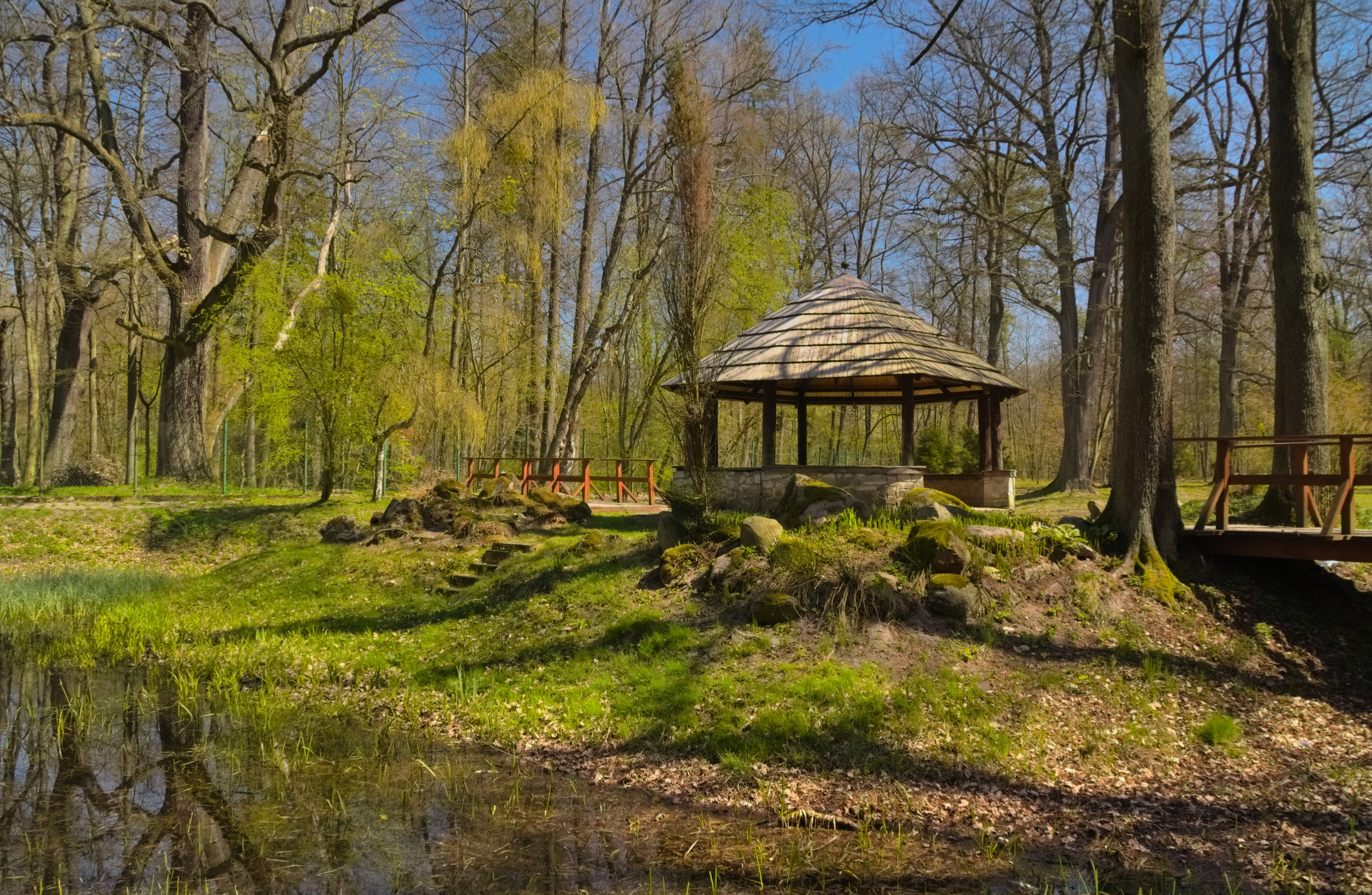
Ogród botaniczny w Brynku (2019)

Ogród botaniczny w Brynku – ogród przyszkolny założony w 1946 r. w miejscowości Brynek przy Gimnazjum Leśnym (od 1952 r. Technikum Leśnym).
Ogród położony jest w centralnej części zespołu pałacowo-parkowego założonego przez hrabiów Henckel von Donnersmarck, na którego terenie znajduje się również technikum leśne (obecnie wchodzące w skład Zespołu Szkół Ogólnokształcących i Ekologicznych im. Stanisława Morawskiego).
Ogród powstał jako placówka dydaktyczna technikum, głównie dla potrzeb botaniki leśnej. Założycielem i pierwszym opiekunem ogrodu był ówczesny nauczyciel botaniki leśnej inż. Henryk Eder (późniejszy kierownik arboretum w Rogowie). Wszystkie prace pod nadzorem inż. H. Edera wykonywali uczniowie.
W ogrodzie znajdują się: kolekcja drzew i krzewów, dział pnączy, stawy i strumyki w połączeniu z roślinami wodnymi i bagiennymi. Od roku 1958 do 1990 opiekunem ogrodu był nauczyciel botaniki mgr inż. Norbert Gerlich. W latach 1958–1994 szczególne znaczenie spełniał w ogrodzie dział systematyki roślin zielnych runa leśnego. W chwili obecnej rolę taką spełnia kolekcja drzew i krzewów, nadając ogrodowi charakter arboretum. Drzewa i krzewy rosnące w ogrodzie, w liczbie ok. 400 taksonów, pochodzą przede wszystkim z Azji i Ameryki Północnej.
Szczególnie wartościowe są grupy różaneczników i azalii w otoczeniu stawów, okazy magnolii, grujeczników, oczarów, korkowców, berberysów i głogów, a także grupy cisów, żywotników i cyprysików, jodły, choiny, daglezje oraz liczne gatunki dębów, klonów i brzóz. Wszelkie prace związane z prowadzeniem i pielęgnacją ogrodu wykonywane są przez uczniów pod kierunkiem nauczyciela botaniki.
Od 2000 roku właścicielem ogrodu jest starostwo Powiatowe w Tarnowskich Górach, a szkoła korzysta z niego na zasadzie użyczenia. 
W 2021 roku stwierdzono, że ogród wymaga rewitalizacji, której koszt określono na 120 tysięcy złotych. Należy naprawić ogrodzenie, przepust i groblę stawu głównego, wykonać renowację ścieżek i alejek, pielęgnacje starodrzewu i usunięcie posuszu.